# Sis dies de Bolonya
Els Sis dies de Bolonya era una cursa de ciclisme en pista, de la modalitat de sis dies, que es corria a Bolonya (Itàlia). Només es disputà primera edició el 1994.

## Palmarès
| Any  | Primers                               | Segons                           | Tercers                          |
| ---- | ------------------------------------- | -------------------------------- | -------------------------------- |
| 1994 | Adriano Baffi · Pierangelo Bincoletto | Silvio Martinello · Werner Stutz | Claudio Chiappucci · Urs Freuler |